# Seven Femenino de Brasil
El Seven Femenino de Brasil fue un torneo anual femenino de rugby 7 que se disputaba en Brasil desde 2014 al 2016. 
Formó parte de la Serie Mundial Femenina de Rugby 7.
El torneo tiene lugar en el Arena Barueri de São Paulo.
Su último campeón fue la selección de Australia.

## Palmarés
| Año  | Sede          | Campeón       | Marcador | Subcampeón    |
| ---- | ------------- | ------------- | -------- | ------------- |
| 2014 | Arena Barueri | Australia     | 24 - 12  | Nueva Zelanda |
| 2015 | Arena Barueri | Nueva Zelanda | 17 - 10  | Australia     |
| 2016 | Arena Barueri | Australia     | 29 - 0   | Canadá        |

## Posiciones
Número de veces que las selecciones ocuparon cada posición en todas las ediciones.
| Equipo        | Campeón | 2º puesto |
| ------------- | ------- | --------- |
| Australia     | 2       | 1         |
| Nueva Zelanda | 1       | 1         |
| Canadá        |         | 1         |